# Индонезийский Калимантан

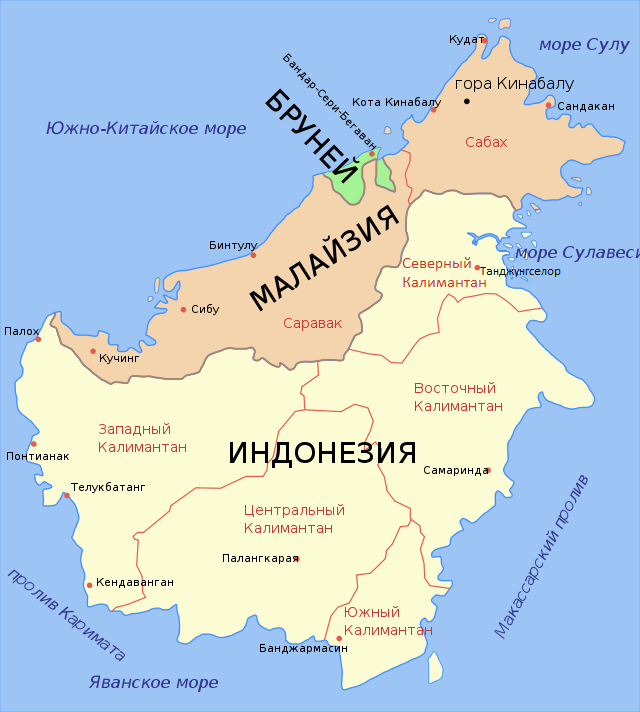
Административное деление острова Калимантан

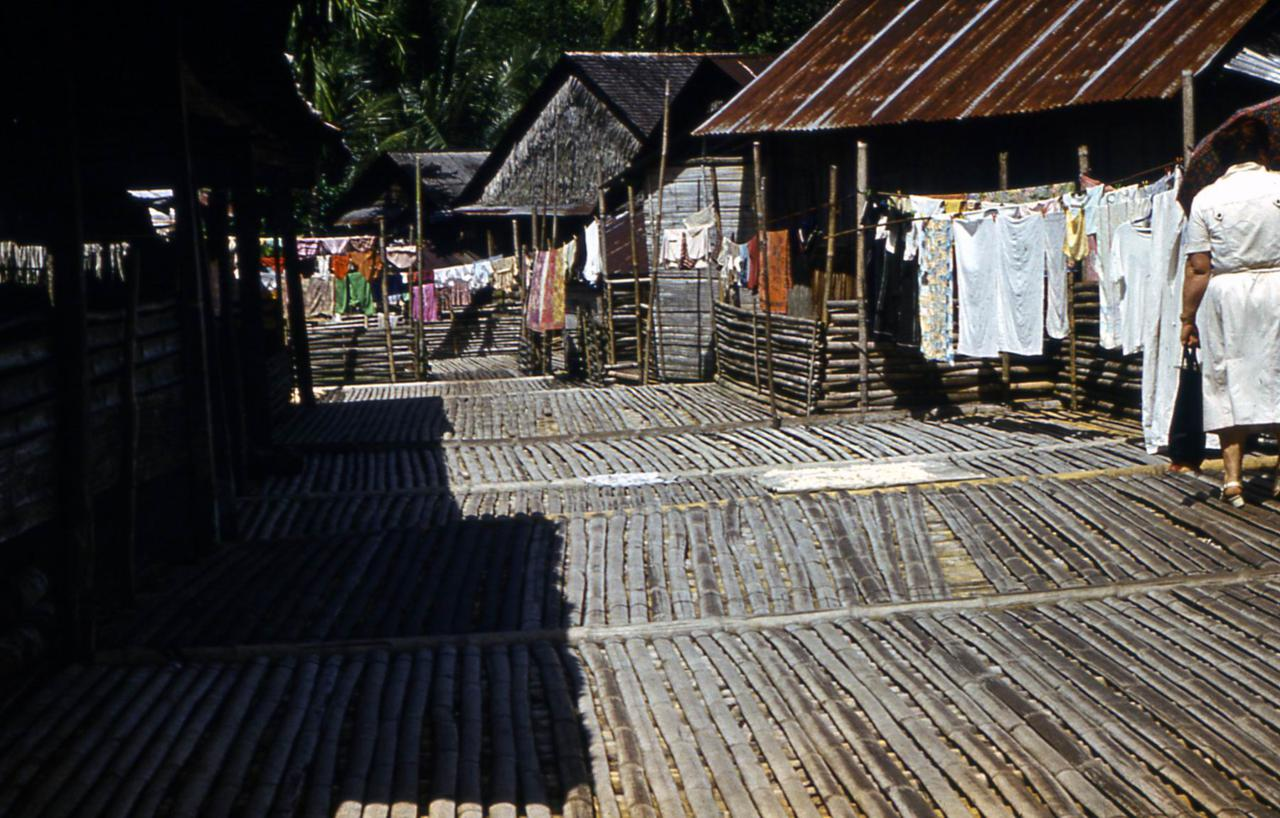
Деревенская улица

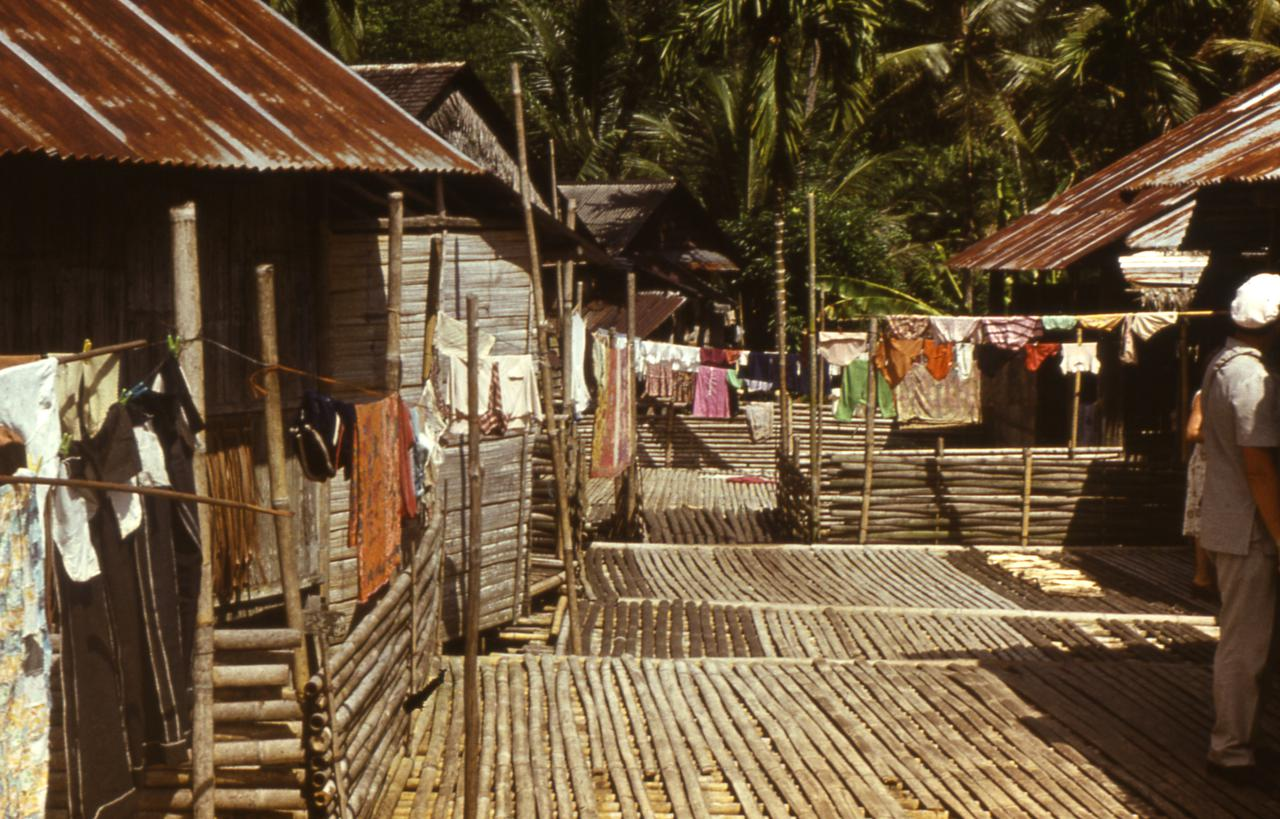
Деревня на сваях в северном Калимантане

Индонези́йский Калиманта́н или Индонези́йское Борне́о — южная часть острова Калимантан (другое название острова — Борнео), принадлежащая Индонезии. На острове расположены также восточная часть Малайзии и Бруней. В английском языке индонезийскую часть острова принято называть просто Калимантан (англ. Kalimantan), в то время как весь остров известен под названием Борнео (англ. Borneo).
Индонезийская часть острова занимает площадь 582 593 км² или примерно 78 % территории острова (общая площадь острова — 743 330 км²), в ней проживает около 70 % населения острова.
Индонезийская часть Калимантана разделена на пять провинций:
- Западный Калимантан;
- Центральный Калимантан;
- Южный Калимантан;
- Восточный Калимантан;
- Северный Калимантан.

В 2021 году на территории провинции Восточный Калимантан началось строительство новой столицы Индонезии. В 2002 году строящемуся городу было дано название Нусантара. Тогда же был запущен процесс выделения территории этого города и его окрестностей в особый столичный округ, по статусу равный провинции.